# Elisaveta Bagrjana
Elisaveta Bagrjana (bulgariska: Елисавета Багряна), egentligen Elisaveta Beltjeva, född 29 april 1893 i Sofia, död där 24 mars 1991, var en bulgarisk författare.
Bagrjana debuterade 1927 och var en av Bulgariens förnämsta 1900-talspoeter. "I passionerade tonfall har hon besjungit det bulgariska landskapet och uttryckt sitt hat mot den moderna teknologin. Speciellt uppmärksammade är hennes kärleksdikter." (Litteraturhandboken, 1983)
Hon nominerades till Nobelpriset i litteratur fyra gånger.